# Subh-i-Azal

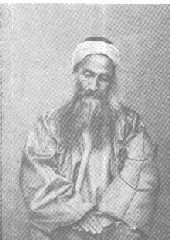
Subh-i-Azal

Subh-i-Azal (właściwie Mírzá Yaḥyá Núrí; 1831 - 29 kwietnia 1912) – przywódca babizmu w latach 1850–1863 (1868), a po jego rozpadzie przywódca azalitów. Jego przydomek Ṣubḥ-i-Azal oznacza po persku Poranek Wieczności.
Mirza Yahya był synem Kuchak Khanum i Mírzy Buzurga oraz młodszym bratem przyrodnim Bahá'u'lláha (przez ojca). Pochodził z wyższej arystokracji. Jego matka zmarła przy porodzie, a ojciec w 1834 roku. Opiekę nad chłopcem przejęła wówczas jego macocha Khadíjih Khánum (matka Bahá'u'lláha). Jeszcze przed śmiercią Bába objął przywództwo babizmu - początkowo miało być to tymczasowe, aż do przejęcia pieczy Bożej Religii przez Bahá'u'lláha, ale w związku z chęcią władzy u Mírzá Yaḥyá Núrí sytuacja zaczęła się komplikować. Báb stwierdził, że Jego Następca (Bahá'u'lláh) ukończy niekompletny jeszcze Perski Bayan (świętą księgę babistów). Tytuł Subh-i-Azal miał mu nadać Báb prawdopodobnie na przełomie 1849 i 1850. Po śmierci Bába w 1850 Yahaya objął całkowite kierownictwo nad grupą zgodnie z Wolą i testamentem Bába oraz listem wysłanym do niego. Przez cały czas przebywał w areszcie domowym w Bagdadzie. W 1863 Bahá'u'lláh ogłosi się następcą Bába po objawieniach jakie miał otrzymywać od 1853 - nastąpiło to jednak w wąskim gronie znajomych i rodziny. W tym samym roku obaj bracia zostali zesłani do Adrianopola. Do 1866 sytuacja w babizmie była niejasna, tym bardziej, że pretendentów do następstwa było prawie 30. Wówczas to Bahá'u'lláh oficjalnie oderwał się (ogłosił swe objawienia publicznie) od babizmu tworząc bahaizm. W 1866 Yahya został zesłany na Cypr, skąd kierował azalityzmem-babizmem aż do swej śmierci w Famaguście w 1912 roku. Został pochowany zgodnie z muzułmańskimi tradycjami. Bahaici twierdzą iż był inicjatorem kilku zabójstw i prób zabójstw bahaitów w tym próby otrucia Bahá'u'lláha (azalici twierdzą iż próbował on się otruć sam). Sprawa sukcesji w azalityzmie po Subh-i-Azalu nie została do końca wyjaśniona.